# Бродський Олександр Маркович
Олександр Маркович Бродський, також відомий як Міккі Вульф (нар. 26 січня 1942, Каттакурган, Самаркандська область, Узбецька РСР, СРСР) — молдовсько-ізраїльський журналіст, есеїт та перекладач, поет, письменник та сценарист .

## Життєпис
Олександр Бродський народився в евакуації в Узбекистані в 1942 році, в родині адвоката (під час німецько-радянської війни — шкільного вчителя) і викладачки консерваторії, а в 1944 році, відразу після звільнення міста, сім'я повернулася до Кишинева . Тут він закінчив 3-ю середню школу, відвідував літературний гурток при газеті « Молодь Молдови», яким керував поет Рудольф Ольшевський (тоді ж на початку 1960-х років цей гурток відвідували Лев Беринський, Олександр Ожиганов, Борис Вікторов та інші відомі згодом) . У 1961—1964 роках служив в армії.
1970 року Олександр Бродський закінчив факультет журналістики МДУ з дипломом літературного редактора. Працював у редакції кишинівського літературного журналу молдавською мовою «Ністру», очолював редакцію двомовної єврейської газети «Наш голос» («אונדזער קול»). Член Спілки письменників СРСР з 1978 року. У 1981—1983 роках навчався у першому випуску групи єврейської мови та літератури Вищих літературних курсів Спілки письменників СРСР при Літературному інституті імені Горького разом із Левом Беринським, Борисом Сандлером, Велвлом Черніним та Мойше Пенсом .
Олександр Бродський був одним з найплідніших перекладачів класичної та сучасної молдовської поезії та прози перекладеної російською мовою. В його перекладах окремими виданнями вийшли роман Миколі Вієру «Трав'яні кільця» (1985), твори Георге Асакі , Васіле Александрі, Міхая Емінеску, Василе Олександрі, Спиридона Вангелі, Агнеси Рошка, Лівіу Даміана та інших молдавських літераторів. Починаючи з 1980-х років перекладав також з їдишу (наприклад, посмертно опублікований роман «Той самий рік» Йосипа Рабіна та збірку Бориса Сандлера «Сходи до дива»). Вже в Ізраїлі переклав з румунської мови книгу спогадів головного рабина Румунії Мозеса Розена «Небезпеки, випробування, дива» та збірка коментарів рабина Розена до Тори (остання спільно з Левом Беринським); перекладав з інших мов.
З грудня 1992 року проживає в Ізраїлі в місті Бат-Ямі, до 2002 року працював редактором літературного додатку «Єврейський камертон» до газети «Новини тижня». Публікує, головним чином, літературні есе у різних періодичних виданнях країни під псевдонімом Міккі Вульф . У книжковій формі есеїстика Міккі Вульфа була зібрана у збірниках «Milky Way та інші покрівельні роботи» (2003) та «Несвобода небосхилу» (2008, увійшла до довгого списку Бунінської премії 2008 року).

## Книги

### Олександр Бродський
- Как больно…: О чём тревожится, к чему зовёт, за что борется интеллигенция республики (обращения, письма, статьи). / Составитель А. М. Бродский. — Кишинёв: Литература артистикэ, 1989.

### Міккі Вульф
- Milky Way и другие кровельные работы: роман. — Иерусалим: Гешарим — М.: Мосты культуры, 2003.
- Несвобода небосвода: сто гаzetных тек100в. — М.: Новое литературное обозрение, 2008.

## Сценарії
- Шуліки здобутком не діляться (1988, Молдова-фільм)

## В мережі
- Відсутність духу, або кроки командора Архівна копія; Частина II Архівна копія; Частина III Архівна копія.
- Чужа особа, або воскресіння Крейні Архівна копія
- Несвобода небосхилу (12 есе) Архівна копія
- Архівна копія від Архівна копія (Частина II Архівна копія Частина III
- Гойєски (вірші) Архівна копія (Частина II Архівна копія)
- Рецензія Михайла Крутікова (на їдиші)
- Рецензія Лева Беринського Архівна копія
- Вірш Олександра Ожиганова «Спогади про Бессарабію» Архівна копія